# Rodina (Hvězdná brána)
Rodina je 8. epizoda 2. řady sci-fi seriálu Hvězdná brána.

## Děj
Mistr Bra'tac přijde na Zemi navštívit Teal'ca a zároveň mu sdělit špatnou zprávu, že Apophis zajal jeho syna Rya'ca. Celý tým SG-1 se vydává na Teal'covu domovskou planetu. Rya'c je natolik ovlivněn kultem Apophise, že odmítá odejít se svým otcem a pošle na něho stráže. Následně dojde ke zvratu, když Rya'c tajně vyzve Teal'ca, aby ho zachránil a dostal ho na Zemi. Ačkoliv je vše podezřele jednoduché, všichni se bez známky podezření vrátí na Zemi. Náhodou doktorka Fraiserová zjistí, že Rya'c má v sobě falešné zuby plné bakterií, které by mohly za pár dní zamořit celý svět a vyhladit lidskou rasu. Rya'c je podroben elektroléčbě, vzpamatuje se a odchází se svou matkou Drey'auc na P3X-797 do Země světla.